# Алибеков, Джаддал Джамбекович
Джаддал Джамбекович Алибеков (род. 11 августа 1996 года, Ножай-Юрт, Ножай-Юртовский район, ЧРИ) — российский боец смешанных единоборств, представитель легчайшей весовой категории. Выступает на профессиональном уровне с 2019 года, известен по участию в турнирах престижной бойцовской организации ACA.

## Биография
Родился 11 августа 1996 года в селе Ножай-Юрт Ножай-Юртовского района ЧРИ, вырос в селе Балансу Ножай-Юртовского района Чеченской Республики. По национальности чеченец, выходец из тайпа билтой. Окончил 11 классов школы №1 села Балансу Ножай-Юртовского района, затем окончил техникум по специальности "экономика и бухгалтерский учёт", затем окончил ЧГУ. В возрасте 6 лет Джаддал начал ходить в секцию вольной борьбы в своём селе, тренировался под руководством своего первого тренера Висмурада Саипова. Многократный победитель и призер различных турниров по боевым единоборствам, мастер спорта по боевому самбо и рукопашному бою. Тренируется в Ножай-Юртовском филиале бойцовского клуба Ахмат под руководством тренера Хамзата Исрапилова. В 2019 году дебютировал в профессиональном ММА.

## Спортивные достижения
- Чемпионат СКФО по боевому самбо (Нальчик 2018[1]) —
- Всероссийский чемпионат по боевому самбо (Каспийск 2017[2]) —
- Чемпионат Чеченской Республики по боевому самбо (2017[3]) —
- Чемпионат России по рукопашному бою (Рязань 2020[4]) —
- Всероссийский чемпионат МВД России по рукопашному бою (Нальчик 2019[5]) —
- Кубок мира по рукопашному бою (Москва 2021[6]) —
- Мастер спорта России по боевому самбо
- Мастер спорта России по рукопашному бою

## Статистика ММА
| Боёв 11  | Побед 10 | Поражений 1 |
| -------- | -------- | ----------- |
| Нокаутом | 5        | 0           |
| Сдачей   | 4        | 0           |
| Решением | 1        | 1           |

| Результат | Рекорд | Соперник           | Способ                                    | Турнир                                     | Дата            | Раунд | Время | Место | Примечание        |
| --------- | ------ | ------------------ | ----------------------------------------- | ------------------------------------------ | --------------- | ----- | ----- | ----- | ----------------- |
| Поражения | 10-1   | Игорь Жирков       | Решением (единогласным)                   | ACA 166: Магомедов - Долгов                | 24 ноября 2023  | 3     | 5:00  |       |                   |
| Победа    | 10-0   | Дилдорбек Нурматов | Решением (единогласным)                   | ACA 152: Букуев - Гаджиев                  | 25 февраля 2023 | 3     | 5:00  |       |                   |
| Победа    | 9-0    | Мухитдин Холов     | Нокаутом (удар коленом и добивание)       | ACA 143: Гасанов - Фролов                  | 27 августа 2022 | 3     | 0:27  |       |                   |
| Победа    | 8-0    | Бахрам Шакирбаев   | Техническим нокаутом (удары)              | ACA YE 26 - ACA Young Eagles 26            | 31 марта 2022   | 1     | 2:30  |       |                   |
| Победа    | 7-0    | Алевдин Зауров     | Техническим нокаутом (травма)             | ACA YE 23: Grand Prix Finals               | 25 декабря 2021 | 1     | 1:07  |       |                   |
| Победа    | 6-0    | Омар Рзаев         | Сабмишном (удушение сзади)                | ACA YE 20                                  | 16 августа 2021 | 1     | 1:36  |       |                   |
| Победа    | 5-0    | Элиман Чилдебай    | Техническим нокаутом (бросок и добивание) | ACA YE 17: Grand Prix 2021 Opening Round 2 | 20 февраля 2021 | 2     | 0:19  |       |                   |
| Победа    | 4-0    | Ислам Бабатов      | Сабмишном (удушение сзади)                | ACA YE 14                                  | 14 ноября 2020  | 1     | 4:49  |       |                   |
| Победа    | 3-0    | Алим Гугов         | Сабмишном (удушение гильотиной)           | ACA YE 12                                  | 7 марта 2020    | 1     | 4:46  |       |                   |
| Победа    | 2-0    | Асвад Ахмадов      | Сабмишном (удушение сзади)                | WFC 12 Grand Prix                          | 22 декабря 2019 | 3     | 2:27  |       |                   |
| Победа    | 1-0    | Магомед Мужаров    | Техническим нокаутом                      | Junior Fighting League 20                  | 24 марта 2019   | 1     | 2:22  |       | Дебют в проф. ММА |